# Haania borneana
Haania borneana är en bönsyrseart som beskrevs av Max Beier 1952. Haania borneana ingår i släktet Haania och familjen Thespidae. Inga underarter finns listade i Catalogue of Life.